# Битва при Толосе (1813)
В битве при Толосе (26 июня 1813 года) британско-португальско-испанские войска во главе с Томасом Грэхэмом попытались отрезать путь отступающим франко-итальянским войскам под предводительством Максимильена Себастьена Фуа. При содействии дивизии Антуана Луи Попона де Мокюна, которая подошла очень вовремя, французы отразили первоначальные атаки Грэхэма, а затем ускользнули, когда им стало угрожать окружение. Город Толоса находится на расстоянии примерно в 20 километров (12 миль) к югу от Сан-Себастьяна. Столкновение произошло во время Пиренейских войн, которые являются частью наполеоновских войн.
В конце весны 1813 года союзная армия Артура Уэлсли, маркиза Веллингтона, начала наступление, имеющее своей целью изгнание имперской французской армии короля Жозефа Бонапарта из Испании. 21 июня армия Веллингтона нанесла решающее поражение войскам Жозефа в битве при Витории. Когда побежденные французские армии отступали к Пиренеям, Веллингтон попытался перехватить колонну Фуа на севере и силы Бертрана Клозеля на юге. Ни Фуа, ни Клозель не сражались в Витории. Грэхэм догнал колонну Фуа, но после сражения французам удалось уйти. Клозелю также удалось избежать окружения, но, за исключением осады Сан-Себастьяна и Памплоны, северная Испания вскоре была свободна от французской оккупации. Следующей была битва при Пиренеях, которая началась 25 июля.

## Предыстория

### Витория
Весной 1813 года французы смогли развернуть армию в 95 тыс. военнослужащих для защиты Испании от армии Веллингтона. В Португальской армии Оноре Чарльза Рея насчитывалось 42 тыс. человек, в Армии Юга Оноре Теодора Максима Газана — 36 тыс. человек, а в Армии Центра Жан-Батиста Друэ д’Эрлона — 17 тыс. человек. Однако император Наполеон приказал шести дивизиям Рея выследить испанских партизан на севере Испании. В результате этого у короля Жозефа Бонапарта и маршала Жан-Батиста Журдана было только 33 тыс. человек пехоты, 9 тыс. кавалеристов и 100 орудий. Протесты Жозефа не были приняты во внимание. У Веллингтона было 52 тыс. британских, 28 тыс. португальских и 25 тыс. испанских солдат. Между тем, Армия Севера насчитывала 40 тыс. военнослужащих, но большинство из них оставались в гарнизонах, так что для боёв было доступно только 10 тыс. человек. 14 января Наполеон приказал Клозелю заменить Жозефа Каффарелли, командующего Армией Севера. Ожидалось, что новый главнокомандующий будет подавлять партизанское движение на севере Испании и расчистит основную дорогу между Францией и Испанией.

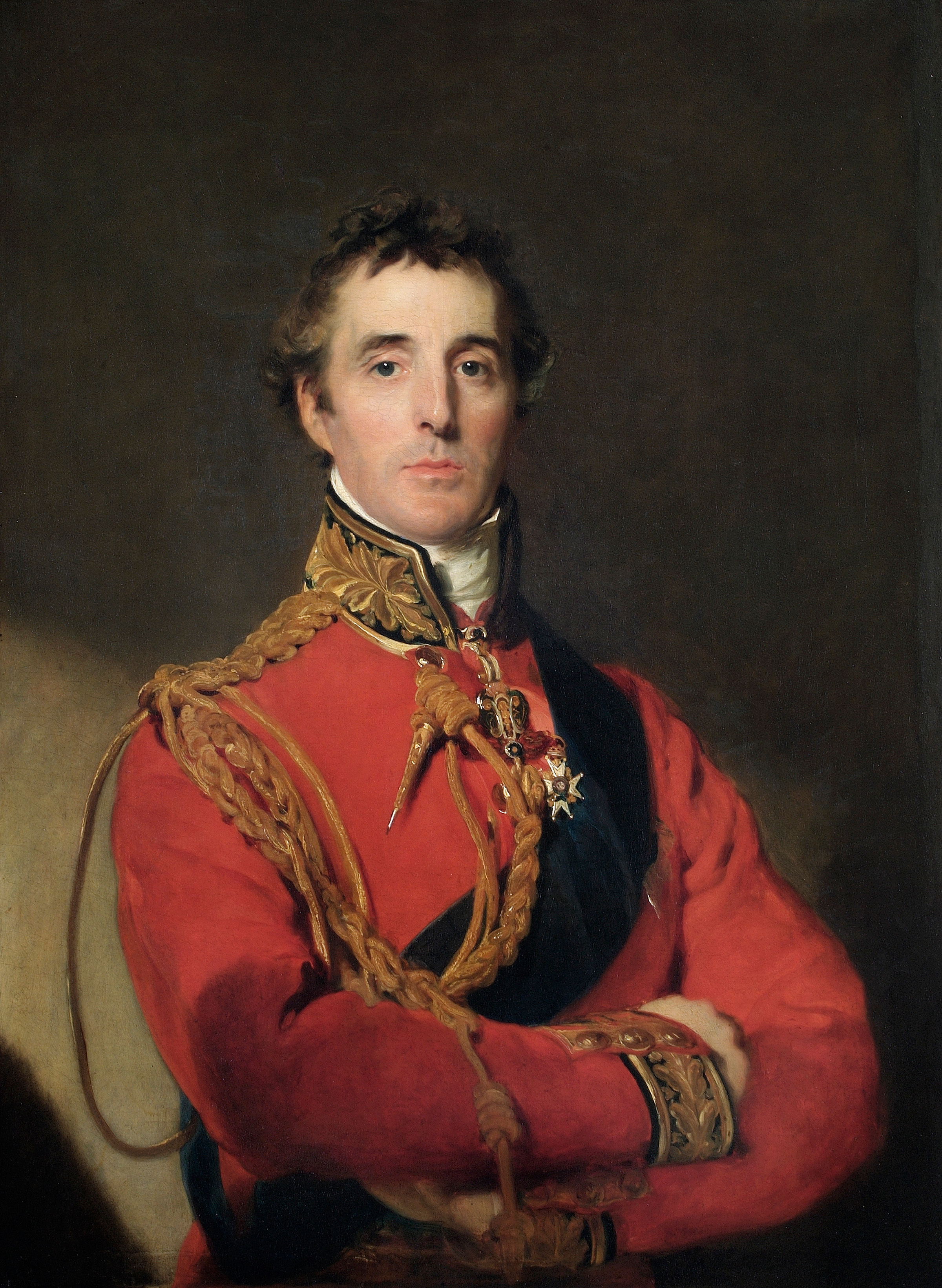
Лорд Веллингтон

В течение июня 1813 года армия Веллингтона неоднократно опрокидывала северный фланг французской армии, вынуждая Жозефа отдать приказ об отступлении. Во время вывода войск три дивизии Рея присоединились к Жозефу, но местонахождение солдат Клозеля оставалось загадкой. 18 июня три дивизии Рея натолкнулись на наступающие силы Веллингтона в битве при Сан-Мильяне и Осме. Две дивизии избежали серьёзных потерь, но дивизия Мокюна получила такой урон, что, по мнению Жозефа, годилась теперь только для охраны обоза. Веллингтон наступал так быстро, что французы не успели полностью сконцентрировать свои силы. В конце 19 июня армия Жозефа достигла Витории, где тщетно ждала, пока Клозель присоединится к ней. 21 июня Веллингтон с 88276 союзниками и 90 орудиями атаковал 46 тыс. пехотинцев, 9 тыс. кавалеристов и 2,3 тыс. стрелков Жозефа в битве при Витории. Союзники потеряли 4927 человек, в том числе 850 убитых, 4035 раненых и 42 пленных. Французы потеряли 8008 человек, в том числе 756 убитых, 4414 раненых и 3215 взятых в плен и пропавших без вести. Французы также потеряли 151 орудие, 415 ящиков с боеприпасами, 25 миллионов франков и огромное количество добычи, захваченной ими при разграблении Испании.
Хотя отступление французов вскоре переросло в беспорядочное бегство, союзникам не удалось устроить полноценное преследование врага. Семь из девяти союзных кавалерийских бригад Веллингтона вообще не вступали в бой. Некоторые из подразделений союзников пытались преследовать разбитых французов, но большинство других остановилось, чтобы разграбить огромный трофейный обоз, оставленный их противниками. Были и другие причины, по которым французской армии удалось уйти. Солдаты союзников прошли в тот день 20 миль (32 км) и были предельно утомлены. Две дивизии армии Португалии хорошо сражались и отступали в боевом порядке. 3-й гусарский и 15-й драгунский эскадроны французов действовали как арьергард и отражали атаки преследовавших их союзников.
Утром 22 июня армия Веллингтона отправилась преследовать Жозефа, направившись на восток к Сальватьерре. Британский командующий также отправил испанские войска под командованием Педро Августина Хирона и Франсиско де Лонги на северо-восток, пытаясь догнать конвой Мокюна. В Сальватьерре Веллингтон послал на север ещё одну колонну под командованием Грэхэма, чтобы отрезать Фуа и Мокюна. 24 июня разбитая армия Жозефа отступила за Памплону. Армия Д’Эрлона была отправлена на север к перевалу Майя через долину Базтан, в то время как армия Газана двинулась на северо-восток к перевалу Ронсеваль. Ранее солдаты Рея откололись от основного корпуса и направились на север, к бискайскому побережью. 26 июня союзники начали осаду Памплоны. В тот же день Веллингтон получил информацию от лидера испанской партизанской армии Франсиско Мины о том, что колонна Клозеля была к югу от него. Он отрядил несколько подразделений, чтобы выследить французов.

### Действия Клозеля

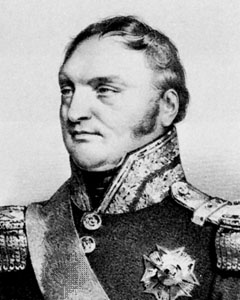
Бертран Клозель

21 февраля 1813 года Клозель принял командование Армией Севера. Тем временем 8 февраля Мина с 2800 партизанами отразил атаки 3150 французских солдат дивизии Армии Севера под командованием Луи Жана Николя Аббе в Тьебас-Муруарте-де-Рета. После этого поражения сдались 328 выживших во французском гарнизоне Тафальи. 31 марта в Лерине Мина нанёс ещё один сокрушительный удар французам. Его 2100 партизан застали врасплох и уничтожили два батальона, которые вовсю грабили город. Эти 1500 военнослужащих принадлежали 2-й дивизии Мари Этьена де Барбо из Армии Португалии. Испанцы захватили в плен 663 французских солдата. Хотя Барбо был поблизости с шестью батальонами, он не смог вмешаться.
После неудачной попытки поймать Мина Клозель решил нанести удар по горной базе партизанского лидера в Ронкале. Для операции он собрал дивизию Армии Севера Любена Мартена Вандермезена, а также войска Аббе и Барбо. Клозель оставил 3-ю дивизию Португальской армии под командованием Элуа Шарльманя Топена для обеспечения порядка в Наварре. Рейд 12-13 мая уничтожил базу и привел к гибели 1 тыс. партизан, но сам Мина сбежал. Клозель гуманно относился к своим заключенным, но весьма жёстко наводил порядок в деревнях северо-западной Наварры. Горная операция проходила так далеко, что король Жозеф не имел никакой связи с армией Клозеля.
27 мая Жозеф отправил Клозелю сообщение с просьбой вернуть дивизии Барбо, Фуа и Топена после того, как он закончит их использовать. В тот момент курьеру требовалось 8-10 дней, чтобы добраться до колонны Клозеля в 15 тыс. человек. 15 июня Клозель вышел из Памплоны, направляясь в Логроньо с целью присоединиться к Жозефу. Из Логроньо он повернул на северо-запад и 22 июня достиг Тревиньо, совершенно не подозревая о битве при Витории днём ранее. Наконец, Клозель узнал о поражении французов, и 23 июня его колонна двинулась на юг к Вьяне. На следующий день он хотел отправиться на север в Сальватьерру, но повернул назад, когда получил сообщения о масштабах катастрофы в Витории. 25 июня Клозель забрал гарнизон из Логроньо и направился на северо-восток к Памплоне. Но сообщения о том, что британцы пытаются перехватить его колонну, заставили его свернуть на юг и пересечь реку Эбро в Лодосе 26 июня.
Веллингтон приказал двум колоннам выследить Клозеля. Генри Клинтон из британской 6-й дивизии и кавалерийская бригада Роберта Хилла вышли из Витории 26 июня. Клинтон преследовал французов до Лерина, но повернул назад, когда понял, что у Клозеля 2-дневное преимущество. 26 июня Лоури Коул с 4-й и Лёгкой дивизиями и гусарской бригадой Колкухуна Гранта отправился из Памплоны в сторону Тафальи. За ними должны были последовать 3-я и 7-я дивизии  и тяжёлая кавалерийская бригада Уильяма Понсонби.
28 июня Клозель достиг Туделы и забрал оттуда гарнизон, прежде чем направиться на юго-восток вдоль реки Эбро. К 30 июня его колонна была в Сарагосе, где Клозель дал своим солдатам три дня отдыха. Затем колонна направилась на север к Хака, который был достигнут 6 июля. 12 июля Клозель пересек Пиренеи у перевала Сомпорт (Канфранк) с 11 тыс. пехотинцами, 500 кавалеристами и 6 горными пушками. Приблизительно 1500 человек заболели или отстали, и попали в плен Мине. 29 июня Веллингтон приказал колонне Коула идти на восток, отказавшись таким образом от попытки догнать Клозеля. Солдаты союзников расценивали эту погоню как полную глупость, что привело к немалым неприятностям.

### Действия Фуа

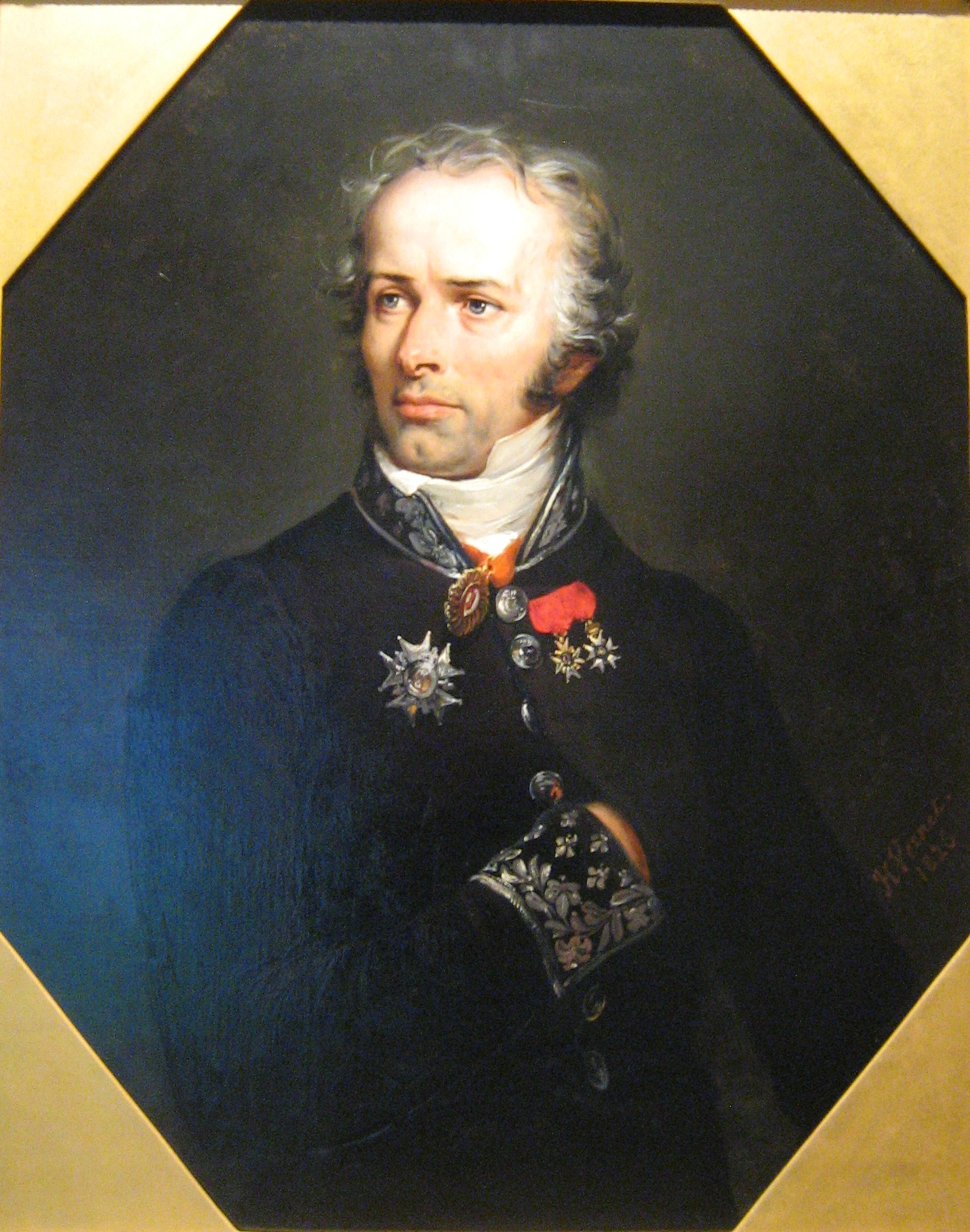
Максимильен Фуа

21 апреля 1813 года дивизия Фуа (5513 человек) прибыла в Бильбао в Бискайе на севере Испании, и вскоре к ней присоединилась дивизия Жака Тома Саррю (4500 человек). Всего у Фуа было более 16 тыс. человек, считая итальянское подразделение Джузеппе Федерико Паломбини (2474), бригаду Пьера Габриэля Осеньяка (1500), бригаду Клода Пьера Руже (2000) и 409 артиллеристов. Клозель приказал Фуа захватить порт Кастро-Урдьялес. В октябре 1812 года 1-я дивизия Армии Португалии Фуа содержала по два батальона из 39-го, 69-го и 76-го пехотных полков и один батальон 6-го лёгкого пехотного полка. В 4-ю дивизию Жака Тома Саррю той же армии входили по два батальона из 2-го и 4-го лёгких пехотных полков и батальон 36-го линейного пехотного полка. Бригада Осеньяка содержала по два батальона из 3-го и 105-го линейных пехотных полков и по одному батальону из 64-го, 100-го и 103-го го линейного пехотного полка. Подразделение Паломбини включало в себя по два батальона из 4-го и 6-го итальянских линейных полков, три батальона 2-го итальянского лёгкого полка, наполеоновских драгунов и две артиллерийские батареи.
25 апреля 1813 года Фуа покинул Бильбао со своей дивизией и дивизиями Саррю и Паломбини, в общей сложности более 11 тыс. человек, и вечером того же дня достиг Кастро-Урдьялес. Порт защищали 1 тыс. испанских солдат под командованием Педро Альвареса при поддержке трёх британских шлюпов: Lyra, Royalist и Sparrow. Французы потратили несколько дней, чтобы подвести тяжёлые пушки, но как только они открыли огонь, городские стены были быстро разрушены. В ночь на 11 мая французы ворвались в город. Хотя многие из нападавших предались изнасилованиям и мародерству, британские корабли успешно эвакуировали большую часть гарнизона. Обе стороны потеряли около 180 человек. 30 мая Фуа загнал в угол батальон испанских иррегулярных войск, убив 200 и захватив в плен 360 человек. Ещё два других партизанских отряда были пойманы, но им удалось ускользнуть с незначительными потерями.
Когда 19 июня Фуа наконец получил инструкции, он находился в Вергаре только с одним батальоном, хотя в районе его действий было рассредоточено 20 тыс. французских и итальянских военнослужащих. К этому времени дивизия Саррю вернулась к основной армии Жозефа. В приказе, который поступил через Пьера Тувёно из Витории, говорилось: «Если генерал Фуа и его дивизия находятся в вашем районе, вы должны попросить его отказаться от похода на Бильбао и вместо этого идти к Витории, если его присутствие не является абсолютно необходимо в том месте, где он находится в настоящее время». Не сумев правильно оценить тяжёлую стратегическую ситуацию, Фуа отказался присоединиться к основной армии, и его подразделение в 5 тыс. человек отсутствовало в Витории.

## Битва

### Действия 22-25 июня

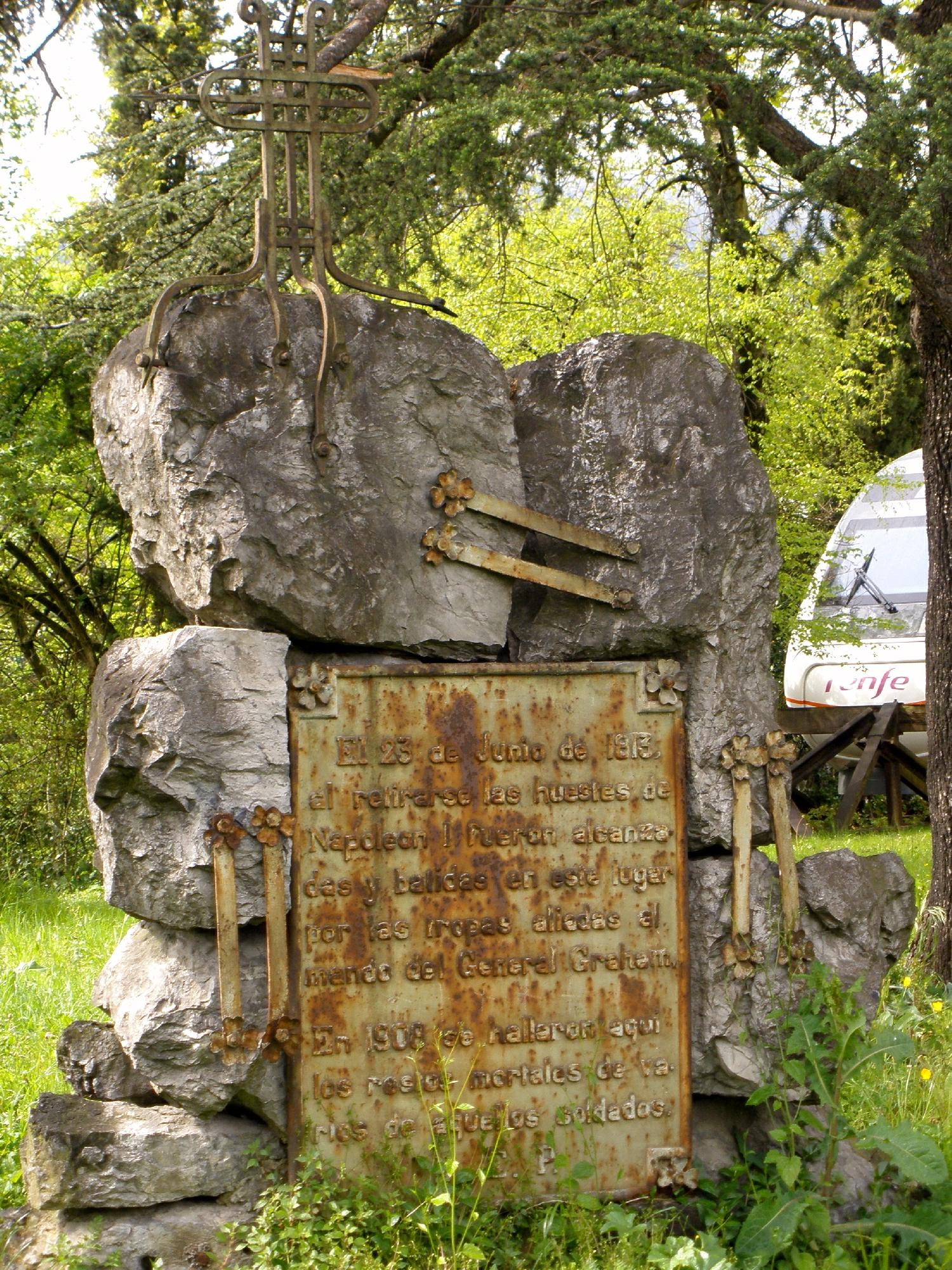
Мемориал французским солдатам, погибшим в Беасайне

20 июня Фуа издал приказ покинуть Бильбао. 21 июня, в день битвы, дивизия Мокюна отправилась на рассвете из Витории, сопровождая большой конвой к французской границе. В тот вечер Мокюн сказал Фуа в Бергаре, что слышал позади себя звуки пушечных выстрелов. На следующий день появились беженцы, рассказывающие о бедствии и предупреждающие, что их преследуют войска союзников. Дивизия Лонги покинула Виторию на рассвете 22 июня. Уставшие отряды Хирона покинули Виторию во второй половине дня, но вскоре были остановлены, когда на юге появился Клозель. Имея только два батальона, Фуа смог замедлить наступление Лонги, потеряв около 200 человек. К 23 июня Фуа собрал около 3 тыс. солдат в Бергаре и вместе с ними встретился с дивизией Лонги, ожидая, пока до них доберутся гарнизон Бильбао и итальянская бригада Вертигера Сент Поля (Vertigier Saint Paul). Армия Галиции прибыла в полдень, но, поскольку солдаты были полностью истощены, Хирон планировал напасть на Фуа на следующий день. Как только во второй половине дня пропавшие французские части достигли Бергары, Фуа направился на восток к Вильярреаль-де-Алава.
И испанской армии Галисии Хирона, и колонне Грэхэма было приказано перехватить отступающие войска Фуа. Однако неслаженные действия солдат и проливные дожди задержали продвижение колонны Грэхэма. 22 июня лёгкая пехотная бригада Королевского германского легиона (КГЛ) продвинулась далеко вперёд, но остальная часть 1-й британской дивизии и португальская бригада Томаса Брэдфорда отстали. Ещё дальше были португальская бригада Дениса Пака и британская кавалерийская бригада Джорджа Ансона.
Беспокоясь о том, что войска союзников могут использовать дорогу из Сальватьерры, чтобы отрезать ему пути к отступлению, Фуа приказал Мокюну удерживать её, пока его 8 тыс. солдат не преодолели опасную зону. Мокюн отправил конвой вперед к Толосе и повернул назад. Он направил одну бригаду, чтобы удерживать Вильяфранка-де-Ордисия, а вторую на защиту Беасайна. Колонна Фуа покинула Вильярреаль-де-Алава в предрассветные часы 24 июня, а бригада Сент Поля выполняла роль арьергарда. Войска Лонги догнали итальянцев, но не смогли их остановить. Грэхэм напал на Мокюна всеми имеющимися у него силами. Первая атака португальцев Брэдфорда на Вильяфранку была отбита, но в итоге он отбросил своих противников. Лёгкие батальоны КГЛ атаковали и захватили Беасайн, но Мокюн отступил на возвышенность и продолжал угрожать союзникам. Тем временем колонна Фуа прошла позади Мокюна и ушла к Толосе. 24 июня Мокюн потерял 200 человек, а Грэхэм 93, в то время как итальянцы и испанцы Лонги потеряли около 100 человек.
Грэхэм имел под командованием около 26 тыс. человек, включая 16 тыс. испанцев и 10 тыс. англичан и португальцев. В двух дивизионах Хирона было 11 тыс. человек, 3 тыс. кантабрийцев у Лонги и 2500 астурийцев у Хуана Диаса Порлиере. В 1-й дивизии было 4500 человек, в бригадах Пака и Брэдфорда насчитывалось 4500 человек, а у Ансона было 650 всадников. 25 июня его авангард натолкнулся на дивизию Мокюна в Алегрии и вытеснил её из города. Ошибочно считая, что армия Жозефа отступает к Бискайскому побережью, Фуа решил оборонять город Толосу. Он послал к границе конвой под охраной бригады Пьера Андре Эркюля Берлье в 4 батальона.
1-ю дивизию Грэхэма, состоявшую из гвардейской бригады под командованием Эдварда Стопфорда и бригады КГЛ под командованием Колина Халкетта, возглавлял Кеннет Александр Говард. Гвардейская бригада состояла из одной роты 60-го стрелкового полка и 1-х батальонов 2-го пехотного и 3-го пехотного полков. Бригада КГЛ состояла из 1-го и 2-го лёгких батальонов КГЛ и 1-го, 2-го и 5-го линейных батальонов КГЛ. Бригада Пака содержала по два батальона из 1-го и 16-го португальских линейных пехотных полков и 4-го батальона касадоров. Бригада Брэдфорда имела в своём составе по два батальона из 13-го и 24-го португальского линейного полка и 5-й батальон касадоров. В бригаду Ансона входили 12-й и 16-й лёгкие драгунские полки. Дивизия Лонги состояла из четырёх батальонов лёгкой пехоты Иберии, двух батальонов Алавского полка и одного эскадрона Алавских гусар.

### Действия 26 июня

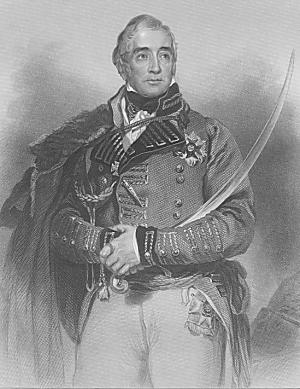
Томас Грэхэм

В Толосе под командованием Фуа было около 16 тыс. солдат. Это были дивизия Фуа (3000 человек), дивизия Мокюна (3000 человек), итальянцы Сент Поля (1500 человек), гарнизоны Бильбао и Дуранго (3000 человек), гарнизоны Толосы и близлежащих городов (2500 человек) и бригада Армия Севера под командованием Винсента Мартеля Декончи (2000 человек). 5-я дивизия Мокюна содержала по два батальона из 15-го, 66-го, 82-го и 86-го пехотных полков. Бригада Декончи состояла из двух батальонов 64-й линейного пехотного полка, одного батальона 22-й линейного полка, четырёх рот 34-го линейного полка и двух рот 1-го лёгкого полка. 1-я дивизия Фуа состояла из тех же подразделений, что и в апреле. Бригада Сент Поля состояла из тех же частей, что и дивизия Паломбини, но без кавалерии. Состав бригады Руже не был указан.
Главная дорога во Францию проходит на северо-востоке через Толосу. Город лежит в долине реки Ория и окружен высокими холмами. Поскольку город находился на основном пути сообщения, французы укрепили древние стены Толосы блокпостами и защитили городские ворота частоколами. Фуа разместил бригаду Декончи в Толосе. Бригада Мишеля Луи Жозефа Бонте и итальянцы занимали позицию к юго-востоку от города за ручьем. Вторая бригада Фуа защищала холм Ягоз (Jagoz), ближе к городу. Бригада Руже удерживала возвышенность на западном берегу Ории. Дивизия Мокюна находилась на главной дороге за городом, в резерве. Фуа занял сильную оборонительную позицию против атак вдоль дороги. Любая попытка обхода с флангов отняла бы слишком много времени.

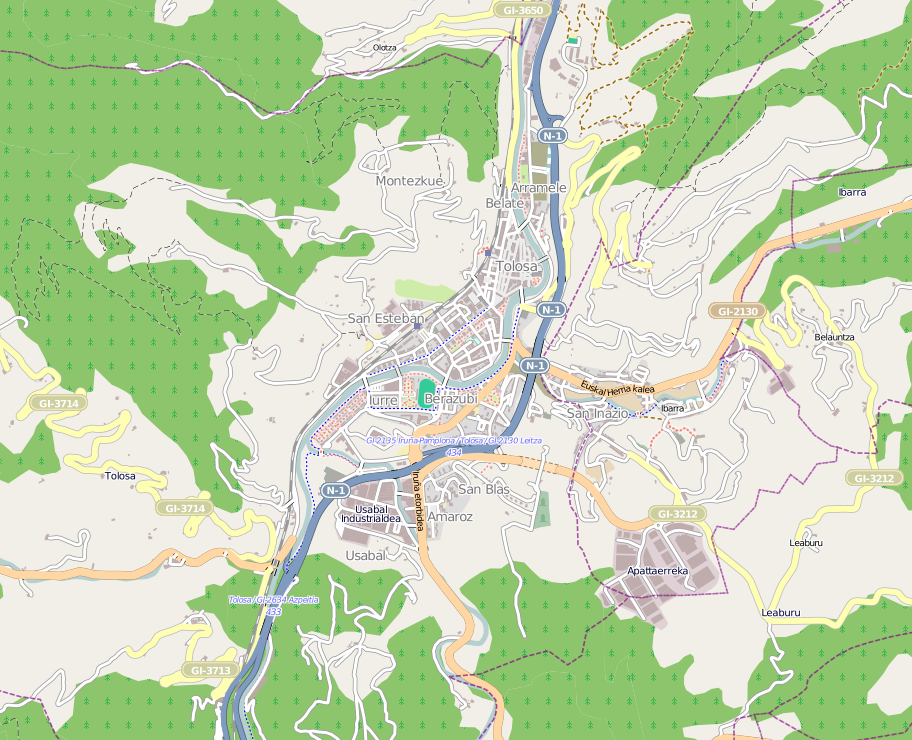
Современная карта Толосы показывает город в долине реки Ория, окруженный крутыми холмами.

Грэхэм увидел, что позицию Фуа можно атаковать только с флангов. Непосредственно перед городом на главной дороге расположилась основная часть 1-й дивизии, за которой следовали бригада Пака и дивизии Хирона. Лонга и Порлиере были направлены по широкой дуге в обход направо через деревни Альсо и Гастелу, чтобы отрезать дорогу на Памплону, выходящую с восточной стороны Толосы. Бригада Брэдфорда, поддерживаемая линейной пехотой КГЛ из 1-й дивизии, была направлена тоже направо, но по меньшей дуге. Один из батальонов Пака и лёгкая пехота из 3-й дивизии Хирона были направлены налево, чтобы атаковать западную часть города. Грэхем также попросил Габриэля де Мендисабаля Ираэту и его бискайских повстанцев переместиться на восток от Аспейтии и перекрыть главную дорогу к северу от Толосы. Центр союзников должен был ждать начала фланговых атак.
Атака Брэдфорда против бригады Бонте, которую возглавляли части 4-го касадорского полка, одолженные у бригады Пака, позволила союзникам быстро переправиться через ручей. Позже Фуа обвинил Бонте в том, что тот не следил за противником и не подчинился приказам. Первая контратака Бонте не смогла отбить нападение, поэтому он бросил в бой итальянскую бригаду. Атака Брэдфорда застопорилась. По словам Грэхэма, после первого штурма португальская бригада сражалась не очень хорошо. Слева испано-португальская колонна была отрезана отвесной скалой. Поздно днем Грэхэм услышал далекие звуки мушкетных выстрелов дивизии Лонги справа и партизан Мендисабаля слева. Британский командир приказал трём линейным пехотным батальонам КГЛ атаковать в правей центра, в то время как два батальона лёгкой пехоты КГЛ атаковали Толосу при поддержке гвардейской бригады и 3-й дивизии Хирона.
Под командованием своего командира Кристиана Вильгельма Фридриха фон Омптеда 1-й лёгкий батальон КГЛ попытался штурмовать Виторийские ворота на южной стороне города. Они были остановлены интенсивным мушкетным огнем и отступили обратно в соседний монастырь. Омптед снова повёл своих солдат вперёд, но огонь из стен и перекрестный огонь из блокпостов отбил и второе нападение. В результате неудачных атак батальон потерял 63 убитых и раненых. На левом фланге французские солдаты под командованием Бонте и Сент Поля были атакованы линейными батальонами КГЛ и оттеснены к Памплонским воротам на восточной стороне города. Не имея возможности войти в Толосу через ворота, которые были заблокированы фортификационными сооружениями, французы и итальянцы вырвались из ловушки и устремились на север вдоль городской стены. Преследующие их батальоны линейной пехоты КГЛ атаковали Памплонские ворота и получили отпор.
В западной части города партизаны Мендисабаля сражались с бригадой Руже. Испано-португальские войска, которые были заблокированы обрывом, пронеслись мимо городских стен на западе и ударили по флангу Руже. Некоторые французские батальоны, состоявшие из призывников, запаниковали и отступили, но Руже удалось сплотить свою бригаду. Увидев, что его защита рухнула, Фуа приказал бригаде Декончи выйти из Толосы. Приказ был доставлен очень вовремя. Союзники пушками разбили Виторийские ворота, и в город ворвались лёгкие батальоны КГЛ. После нескольких схваток в городе бригада Декончи вышла с небольшими потерями. На флангах войска Мендисабаля и Лонги поймали несколько отставших французов, но в целом корпус Фуа быстро отступил с наступлением темноты.

## Итог
Грэм сообщил о 58 убитых, 316 раненых и 45 пропавших без вести среди англо-португальских солдат. Один источник оценил потери испанцев в 200 человек. Фуа признал, что его потери составили 400 человек, что было относительно немного, поскольку союзники утверждали, что взяли в плен 200 человек. Больше всего пострадали бригады Бонте и Руже. Той ночью войска Фуа расположились в Андоайне, где их встретили 62-й линейный пехотный полк, про-французский испанский полк и бригада Берлье (40-я и 101-я пехотные линейные полки). На следующий день корпус Фуа, насчитывавший 16 тыс. пехотинцев, 400 кавалеристов и 10 полевых орудий, отступил в Эрнани. Берлье, который отвел их в безопасное место, был послан искать армию Жозефа и нашел войска Рея в Вере.
19 июня Луи Эмманюэль Рей был назначен защищать Сан-Себастьян, оборона которого велась из рук вон плохо. Единственными войсками, имеющимися для защиты города, были 500 жандармов, ненадежный призывной батальон и немного сапёров. Кроме того, Сан-Себастьян был забит примерно 7 тыс. французских и испанских беженцев. Когда Фуа 28 июня прибыл в город, он немедленно создал гарнизон из войск Декончи и нескольких артиллеристов (самому Декончи было поручено возглавить другую бригаду). Жандармов и призывников использовали для сопровождения беженцев в Испанию. Когда Фуа отступил через реку Бидасоа на границе, у Рея был гарнизон из 3 тыс. солдат. В этот момент Фуа перешёл под командование генерала Оноре Шарля Рея. 29 июня партизаны Мендисабаля начали осаду Сан-Себастьяна, перекрыв все пути коммуникации. 25 июля начались первые сражения битвы при Пиренеях.

## Для дальнейшего чтения
- Fletcher, Ian. Vittoria 1813: Wellington Sweeps the French from Spain (англ.). — New York, NY: Praeger Publishers, 2005. — ISBN 0-275-98616-0.